# 제21회 모스크바 국제 영화제
제21회 모스크바 국제 영화제는 1999년 7월 19일에 열린 시상식이다.

## 수상 및 후보

### 대상
- 살고 싶어 - 신도 카네토 수상

### 여우주연상
- 딜레탕뜨 - 카트린 프로 수상

### 남우주연상
- Fara - Farkhat Abdraimov 수상

### 감독상
- 단신 - 어거스트 거드먼드슨 수상

### 월드시네마 공로상
- 마르코 벨로치오 수상

### FIPRESCI상
- 살고 싶어 - 신도 카네토 수상